# Andriba
Andriba é uma cidade e comuna (em malgaxe:  kaominina) em Madagáscar. Pertence ao Distrito de Maevatanana, que faz parte da Região de Betsiboka. A população da comuna foi estimada em aproximadamente 32 mil habitantes no censo de 2001.
O ensino secundário primário e júnior está disponível na cidade. A maioria dos 70% da população da comuna é de agricultores, enquanto outros 25% recebem seu sustento através da criação de gado. As culturas mais importantes são arroz e ráfia, enquanto outros produtos agrícolas importantes são mandioca e bambara. Os serviços fornecem emprego para 5% da população.